# Dolmen de la pointe de l’Herbaudière

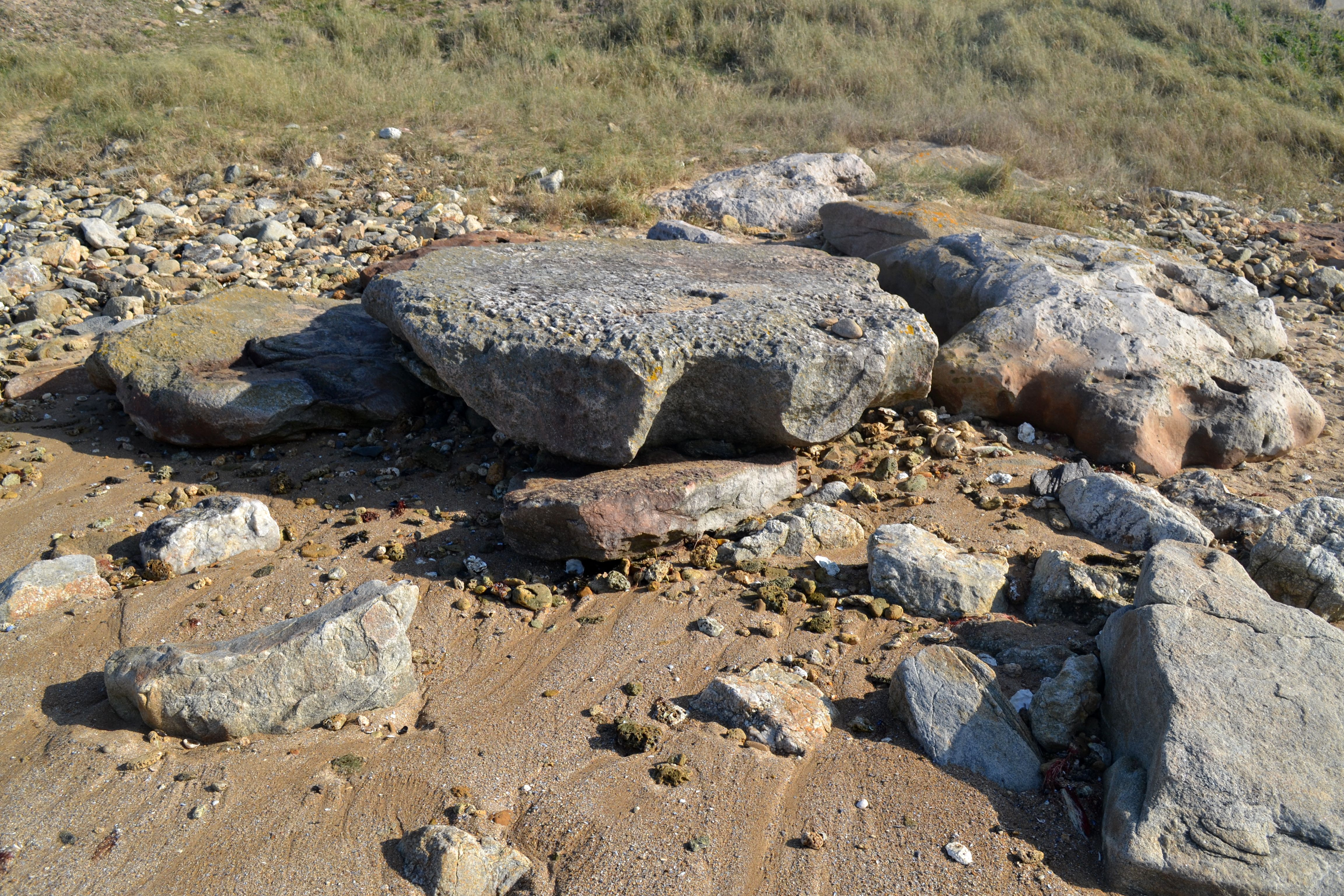
Dolmen de la pointe de l’Herbaudière

Der Dolmen de la pointe de l’Herbaudière befindet sich im äußersten Nordwesten von Noirmoutier-en-l’Île im Norden der Île de Noirmoutier im Département Vendée in Frankreich. Dolmen ist in Frankreich der Oberbegriff für neolithische Megalithanlagen aller Art (siehe: Französische Nomenklatur).
Der Dolmen submergé taucht bei Flut unter und droht aufgrund der maritimen Erosion zu verschwinden. Er wurde 1864 ausgegraben. Damals hatte er noch drei oder vier Deckenplatten, die auf einem Dutzend Tragsteinen ruhten. 
1987 wurden die Reste des Cairns, die um eine der Seitenkammern herum verblieben waren, untersucht. Bei dieser Gelegenheit wurden auf der Oberfläche viele Feuersteinstücke und Keramikscherben aus der Jungsteinzeit entdeckt (darunter drei verzierte Scherben, die der Bronzezeit zugeschrieben werden). Der Dolmen konnte damit als Dolmen mit Seitenkammern (französisch Dolmen transepté) identifiziert werden, von denen es in der Vendée nur zwei weitere gibt (den Dolmen de la Planche à Puare und den Dolmen de la Guette, beide auf der Île d’Yeu).
Es gibt in Frankreich eine Reihe von im Küstenvorland (französisch mégalithiques situés sur un estran) gelegenen Dolmen und Menhiren. Der Dolmen de la Table ist ein etwa drei Kilometer östlich der Insel im Watt liegender weiterer Dolmen submergé.